# 特赖斯毛尔
特赖斯毛尔是奥地利下奥地利州圣帕尔滕兰县的一个市镇。总面积43.14平方公里，总人口5827人，人口密度135.1人/平方公里（2005年）。